# HMS Tiger (1546)
El HMS Tiger fue una galeaza de la flota inglesa construida durante el reinado de Enrique VIII, aunque después se eliminaron los remos y pasó a ser un galeón.
Participó en las luchas contra la Armada Invencible en 1588 , realizando la persecución de algunos barcos españoles aislados en el Mar de Irlanda, hasta que los vientos desfavorables le obligaron a abandonar tal persecución. Después fue enviada a Escocia para coaccionar a los habitantes locales para que entregaran a los náufragos españoles. Se sabe que fue utilizada como batería flotante.Fue dirigida por el capitán William Caesar.
Fue desguazada en 1603.